# Jonathan Richman
Jonathan Richman é um cantor, compositor e guitarrista dos Estados Unidos, nascido em 15 de maio de 1951, segundo o Allmusic, na cidade de Boston, Massachusetts. Sarah Messer, em sua biografia sobre o músico, cita que Jonathan era "realmente jovem e angustiado quando escreveu algumas de suas primeiras canções", incluindo "Pablo Picasso", "Roadrunner" e "Girl Friend" - músicas presentes no disco de sua banda do início dos anos 70, The Modern Lovers, lançado pela Beserkley Records em 1976 e considerado básico em discografias do protopunk; cuja música mais conhecida foi “Roadrunner”, posteriormente regravada pelos Sex Pistols e incluída em seu disco duplo, The Great Rock 'n' Roll Swindle, de 1979.

## História

### 1969-1970: Período em Nova Iorque
Jason Ankeny, no Allmusic, diz que Jonathan Richman começa a tocar guitarra aos 15 anos de idade, no meio dos anos 60. Em um ano de instrumento, ele já estava a fazer suas primeiras aparições públicas (em 1968, como comenta no site da Twin/Tone); até que, em 1969, vai para Nova Iorque; onde acabou dormindo no sofá do manager de pessoal do The Velvet Underground por duas semanas, mudando-se depois para o Hotel Albert. Trabalhando numa série de pequenos empregos por lá, Jonathan tenta encontrar um lugar para a sua música, constantemente rejeitada, fazendo com que volte para Boston em 1970.

### 1971-1973: The Modern Lovers, Warner Bros. e A&M Records
Uncle Dave Lewis diz que, depois de nove meses em Nova Iorque, Jonathan Richman, com a intenção de formar uma banda, volta para Boston e contata seu amigo, John Felice, para a guitarra; com David Robinson na bateria e Rolfe Anderson no baixo. Fizeram seu primeiro show em em setembro de 1970. Em poucos meses, John Felice e Rolfe Anderson deixam o grupo. Anderson fora substituído por Ernie Brooks e o tecladista Jerry Harrison foi incorporado. Após gravar com Stuart Love da Warner Bros. no Intermedia Studio em Boston, no ano de 1971, conseguem ter uma fita demo que também gerou muito interesse por parte da A&M Records. No mês de abril de 1972, a banda, nomeada The Modern Lovers, viaja para Los Angeles para gravar com John Cale, do The Velvet Underground, e com Alan Mason, da A&M Records. As músicas viriam a formar o álbum de estréia, The Modern Lovers. Problemas com a gravadora Warner Bros., detentora de seus direitos na época, impediram a liberação do material gravado, até 1976, quando a Beserkley Records consegue lançá-los. Porém, a banda já tinha acabado em 1973 devido a divergências musicais. Ainda fizeram, antes disso, uma última sessão de gravações em julho de 1972, com Kim Fowley na produção (não lançadas até o disco da Bomp! Records, The Original Modern Lovers, de 1981).
Após o The Modern Lovers clássico se dissipar, Jerry Harrison tocaria com o Talking Heads, David Robinson tocaria com os The Cars, John Felice formaria o The Real Kids e Ernie Brooks tocaria com David Johansen.

### 1975-1988: Beserkley Records, Jonathan Richman and The Modern Lovers
Jason Ankeny e Uncle Dave Lewis citam que Richman se muda para a Califórnia em 1975 e associa-se ao selo Beserkley Records, de Matthew King Kaufman. Forma um novo e acústico The Modern Lovers, com o guitarrista Leroy Radcliffe, o baixista Greg "Curly" Keranen (que fez parte, bem no início, do The Rubinoos e que participa, com Jonathan Richman e esta banda, no apoio às gravações de "The New Teller" e "Government Center" para a coletânea The Beserkley Chartbusters, volume 1. D. Howard, em texto sobre a mesma coletânea, também fala sobre a gravação de "It Will Stand" e de uma segunda versão de "Roadrunner", com o Earth Quake de apoio). Também toca com ele o baterista David Robinson. Em 1976, eles estrearam com o disco Jonathan Richman & The Modern Lovers, que enfatizava o estilo doo-wop e irônico das melodias pop que ele compunha. Em 1977, o grupo emitiu Rock 'n' Roll With The Modern Lovers (com D. Sharpe na bateria) e que marcou um grande sucesso europeu em 1978 com a instrumental "Egyptian Reggae". Um ano depois, Richman sai como artista solo e volta como Jonathan Richman and The Modern Lovers, no disco Back in Your Life.
Depois de um período de exílio voluntário, ele ressurge em 1983 como Jonathan Richman and The Modern Lovers e grava Jonathan Sings. Depois disso lança uma série de discos pop, incluindo Rockin' and Romance (1985) e It's Time For (1986). Em 1988 grava o disco Modern Lovers 88, com Brennan Totten na guitarra e Johnny Avila na bateria.

### 1989-1995: Rounder Records, Jonathan Richman solo
De 1989 a 1995, os discos são lançados pela Rounder Records e aparecem apenas com Jonathan Richman escrito na capa, começando por Jonathan Richman, de 1989. Em 1990, lança Jonathan Goes Country, seguido de mais quatro discos pela gravadora citada: Having a Party with Jonathan Richman (1991), I, Jonathan (1992), ¡Jonathan, Te Vas a Emocionar! (de 1994, que, de acordo com Sarah Messer, é todo em língua espanhola) e You Must Ask the Heart (1995).

### 1996-2010: Vapor Records e outras gravadoras
A partir de 1996, Jonathan Richman passa, principalmente, a lançar seus discos pela Vapor Records. A página desta gravadora diz que os fãs de Jonathan se mantiveram ferozmente dedicados ao longo dos anos e sua audiência cresceu, substancialmente, nos anos 1990; sendo um convidado freqüente do TV's Late Night, com Conan O'Brien. Seu destaque no sucesso da comédia There's Something About Mary, de 1998, e as inclusões de músicas como "Ice Cream Man" e "I'm a Little Aeroplane" no programa infantil Sesame Street, foram igualmente importantes para a sua trajetória nesta década. 
Jason Ankeny comenta que "Jonathan Richman foi uma das figuras mais excêntricas e imprevisíveis do rock alternativo, um performer, cuja eternamente pública persona infantil aparenta ingenuidade - caracterizada por canções como "Ice Cream Man", "Hey There Little Insect" e "I'm a Little Aeroplane" - que tendem a obscurecer a destreza e o ofício de sua música, que, a partir do rock de garagem, partiu para sons de ritmos country e latinos". 

## Discografia

### The Modern Lovers
- The Modern Lovers (1976) – Beserkley Records
- The Original Modern Lovers (1981) – Bomp! Records

### Jonathan Richman and The Modern Lovers
- Jonathan Richman & the Modern Lovers (1976) – Beserkley Records
- Rock 'n' Roll with the Modern Lovers (1977) – Beserkley Records
- Modern Lovers 'Live' (1977) – Beserkley Records
- Back in Your Life (1979) – Beserkley Records
- Jonathan Sings! (1983) – Sire Records
- Rockin' and Romance (1985) – Virgin / Rough Trade / Twin/Tone Records
- It's Time For (1986) – Upside Records
- Modern Lovers 88 (1988) – Rounder Records

### Jonathan Richman
- Jonathan Richman (1989) – Rounder Records
- Jonathan Goes Country (1990) – Rounder Records
- Having a Party with Jonathan Richman (1991) – Rounder Records
- I, Jonathan (1992) – Rounder Records
- ¡Jonathan, Te Vas a Emocionar! (1994) – Rounder Records
- You Must Ask the Heart (1995) – Rounder Records
- Surrender to Jonathan (1996) – Vapor Records
- I'm So Confused (1998) – Vapor Records
- Radio On/Stop And Shop With The Modern Lovers (2 on 1) (1998)
- Her Mystery Not of High Heels and Eye Shadow (2001) – Vapor Records
- Not So Much to Be Loved as to Love (2004) – Sanctuary Records / Vapor Records
- Revolution Summer (2007) – Vapor Records
- Because Her Beauty Is Raw and Wild (2008) – Vapor Records
- ¿A Qué Venimos Sino a Caer? (2008) – Munster Records
- O Moon, Queen of Night on Earth (2010) – Vapor Records
- Ishkode! Ishkode! (2016) – Blue Arrow Records

### Compilações iniciais com músicas de Jonathan Richman
- Beserkley Chartbusters, Volume 1 (1975) - Compilação da Beserkley Records, com quarto músicas de Jonathan Richman (junto ao The Rubinoos e Earth Quake).

- Troublemakers (1980) - Com "I'm Straight" e "Government Center", do The Modern Lovers, produzidas por Kim Fowley.